# Jens Erik Mogensen
Jens Erik Mogensen er en dansk germanist, leksikograf og universitetsleder. Han var prodekan for Det Humanistiske Fakultet ved Københavns Universitet 2011-2021 og forinden institutleder, bl.a. for Institut for Engelsk, Germansk og Romansk ved Københavns Universitet 2004-2011. Han var ansvarlig for udvikling og drift af universitetets sprogsatsning fra 2008 samt linjeleder for fakultetets uddannelsesadministration og Det Nationale Center for Fremmedsprog. Han har publiceret bredt og internationalt inden for tysk sprogvidenskab og leksikografi samt skrevet adskillige ordbøger og lærebøger, benyttes internationalt som ekspert i uddannelsesakkreditering og var tilknyttet ledelsen som særlig rådgiver (offentlig innovation i samarbejde med Københavns Professionshøjskole). Aktuelt er han lektor ved Københavns Universitet, uddannelsesleder for tysk, censorleder samt medlem af en række internationale bestyrelser og råd.

## Uddannelse
Jens Erik Mogensen er Ph.D. i germansk filologi, Københavns Universitet 1995. Han har desuden studeret ved Ruprecht-Karls-Universität Heidelberg (Tyskland), University of Oxford (England) og har gennemført lederuddannelser i Storbritannien og Danmark.

## Forfatterskab
Jens Erik Mogensens forfatterskab omfatter ca. 150 værker, hovedsageligt inden for tysk sprogvidenskab og leksikografi. Fra forfatterskabet:
- Tempusproblemer i Nyhøjtysk (1991)
- Tysk Fonetik (1994)
- Tempora Mutantur (Ph.D.-afh., 1995)
- Tysk-Dansk Ordbog (m. E. Møller et al.) (1999)
- Dansk-Tysk Ordbog (m. E. Møller) (1996)
- Sprogvidenskab i glimt (udg. m. andre) (2009)
- Dictionary Visions, Research and Practice (medudg.) (Amsterdam, 2007)
- Historical Linguistics (medudg.) (Amsterdam, 2005)
- Tysk Basisgrammatik (m. H. Bepler og G. Schjørring)
- Grammatik im Wörterbuch (Frankfurt am Main, 2005)
- Den såkaldte uoversættelighed og tosprogsleksikografien (2009)
- Die Neuregelung der Getrennt- und Zusammenschreibung im Deutschen (Berlin, 2001)
- Om begreberne kerne, kernefaglighed, kompetencer og kvalifikationer (m. L. Schøsler) (2002)
- Zur Rezeption der neuen deutschen Rechtschreibung in Dänemark (Leipzig, 2001)
- Hochdeutsch in der dänischen Lexikographie des 18. und 19. Jahrhunderts (Zürich, 2000)
- Le Klint, Erinnerungen an Peter Weiss (m. C. Grimm) (St. Ingbert, 2000)
- Heterographie und Homophonie im Frühneuhochdeutschen (Berlin/New York, 1992)
- Zur Valenz von 'geschehen' und ähnlichen Verben im heutigen Deutsch (Berlin/New York, 1992)

## Tillidshverv
- Medlem af bestyrelsen for Oslo Metropolitan University, 2019-
- Bestyrelsesformand, Ungdomsboliginstitutionen Den Scharlingske Studiegård, 2023- (medlem fra 2020)
- Redaktør, Journal of Educational Research, tidsskrift, San Fransisco, 2023-
- Tilforordnet Rådet for Erhvervsuddannelser og Professionsbacheloruddannelser, 2022-2024
- Bestyrelsesformand, Det Nationale Center for Fremmedsprog, 2018-2022
- Formand for Konsortiet for Sprog og Fagdidaktik (samarbejde mellem Københavns Universitet og Københavns Professionshøjskole), 2012-2021
- Medlem af Dansk Sprognævns repræsentantskab, 2017-2020
- International ekspert, Schweizerische Agentur für Akkreditierung und Qualitätssicherung, 2020-2022
- Formand for Platform Øresund, samarbejde på det humanvidenskabelige område mellem Københavns Universitet, CBS, RUC, Lunds Universitet og Malmö Högskolan, 2011-2019
- Bestyrelsesformand, Center for Internationalisering og Parallelsproglighed, 2008-2011
- Formand for landsudvalget for efteruddannelse af gymnasielærere, Danske Universiteter, 2006-2009
- Næstformand for bestyrelsen for Herlev Gymnasium, 2017-
- Næstformand for Københavns Universitets Uddannelsesstrategiske Råd, 2015-2020
- Formand for universiteternes censorkorps i tysk og nederlandsk, 2008-
- Næstformand for universiteternes censorkorps i erhvervskommunikation, medier og sprog, 2022-
- Regionsansvarlig for de danske lektorer i Tyskland, Østrig, Schweiz og Belgien, Lektoratsudvalget, Uddannelses- og Forskningsministeriet, 2000-2007
- Medlem af The Academic Advisory Board, Danmarks Elektroniske Fag- og Forkningsbibliotek, 2012-2013
- Medlem af bestyrelsen for Studieskolen & Studieskolen Business, 2011
- Medlem af Kvalifikationsnævnet, Uddannelses- og Forskningsministeriet, 2015-
- Medlem af regeringens udvalg vedr. en reform af censorinstitutionen (censorudvalget), 2015-2016
- Medlem af Forum for Koordination af Uddannelsesforskning, Uddannelses- og Forskningsministeriet, 2014-2016
- Medlem af Det nationale Fagråd for fremmedsprog, Undervisningsministeriet, 2004-2005
- Medlem af den humanistiske tænketank "HumanT", 2008-2010
- Medlem af Københavns Universitets minitænketank vedr. innovation, entrepreneurship og iværksætteri, 2012-
- Medlem af Europakommissionens bedømmelsesudvalg The European Community - United States of America Cooperation Program in Higher Education and Vocational Education and Training, Bruxelles, 2000
- Medlem af Programmrat Deutsch in Dänemark, Goethe-Institut, 1996-2006

## Hæder
- 1988 Det Filologisk-Historiske Samfunds Rasmus K. Rask-pris i Germansk Filologi
- 2020 Ridder af Danebrogordenen [1]